# La mujer del viajero en el tiempo (musical)
La mujer del viajero en el tiempo es un musical teatral con un libreto de Lauren Gunderson y música y letra de Joss Stone y Dave Stewart (con letra adicional de Kait Kerrigan y música adicional de Nick Finlow), basado en la novela de Audrey Niffenegger y la película de 2009 del mismo nombre.

## Contexto
Se anunció en marzo de 2021 que se estaba desarrollando un musical teatral basado en el libro, que debía estrenarse en el Reino Unido a finales de 2021 o principios de 2022. El musical se titula The Time Traveller's Wife (usando la ortografía británica de Traveler ) y presenta un libreto de Lauren Gunderson, y música y letras de Joss Stone y Dave Stewart con letras adicionales de Kait Kerrigan. La producción está dirigida por Bill Buckhurst y producida por Colin Ingram para InTheatre Productions mediante un acuerdo especial con Warner Bros. Empresas teatrales .
Niffeneger reveló en Twitter que no estaba al corriente del proyecto y luego aclaró que los derechos teatrales pertenecían a Warner Bros.

## Historia de producción

### Chester (2022)
El musical se estrenó en Storyhouse en Chester del 30 de septiembre al 15 de octubre de 2022. La producción fue dirigida por Bill Buckhurst y diseñada por Anna Fleischle, con coreografía de Shelley Maxwell, diseño de iluminación de Lucy Carter, ilusiones de Chris Fisher, diseño de video de Andrzej Goulding, diseño de sonido de Richard Brooker, supervisión musical y arreglos de Nick Finlow y orquestaciones de Bryan Crook.
El elenco incluía a David Hunter como Henry y Joanna Woodward como Clare.

### West End (2023)
El 8 de febrero de 2023, se anunció que la producción se trasladará al Apollo Theatre en el West End de Londres desde el 7 de octubre de 2023 hasta el 30 de marzo de 2024. Hunter y Woodward volverán a interpretar sus papeles de Henry y Clare. Dawes, Elchikhe y Mahendran también regresarán como el padre de Henry, Charisse y Gomez.

## Elenco y personajes
| Caracteres       | Chester           |
| Caracteres       | 2022              |
| ---------------- | ----------------- |
| Henry            | David cazador     |
| Clare            | Joanna Woodward   |
| Dr. Kendrick     | Aisha Davis       |
| El papá de Henry | Ross Dawes        |
| Charisse         | Hiba Elchikhe     |
| El papá de Clara | Stevie Hutchinson |
| Gómez            | Tim Mahendran     |
| La mamá de Henry | marsella sorelle  |
| Jasón / Marcos   | Benjamín Purkiss  |
| vieja clare      | Alwyne Taylor     |

Música: Joss Stone, Dave Stewart y Nick Finlow
Letra: Joss Stone, Dave Stewart y Kait Kerrigan
Libreto: Lauren Gunderson
Basado en: La mujer del viajero en el tiempo de Audrey Niffenegger y la película de 2009 de Bruce Joel Rubin
Producciones: 2022 Chester, 2023 Teatro West End

## enlaces externos
- Página web oficial